# Piper valdivianum
Piper valdivianum är en pepparväxtart som beskrevs av R. Callejas. Piper valdivianum ingår i släktet Piper och familjen pepparväxter. Inga underarter finns listade i Catalogue of Life.